# Турано (Бреша)
Турано је насеље у Италији у округу Бреша, региону Ломбардија.
Према процени из 2011. у насељу је живело 57 становника. Насеље се налази на надморској висини од 653 м.